# Anfisholmen
Anfisholmen est une île norvégienne du comté de Hordaland appartenant administrativement à Torangsvåg.

## Description
Rocheuse et désertique, elle s'étend sur environ 449 m de longueur pour une largeur approximative de 200 m. 